# NGC 5135
NGC 5135 is een balkspiraalstelsel in het sterrenbeeld Waterslang. Het hemelobject werd op 8 mei 1834 ontdekt door de Britse astronoom John Herschel.

## Synoniemen
- ESO 444-32
- MCG -5-32-13
- IRAS 13229-2934
- PGC 46974